# Aldo
Aldo es un nombre masculino, significa perseverancia. Es la variante italiana y española del nombre Aldous, del antiguo alemán, que significa "antiguo, viejo".
Otros probables significados son Hombre noble y experimentado, Aquel de origen noble que posee gran experiencia o Importante caudillo.

## Otros usos
- En bioquímica, abreviatura para aldehído, como en aldosterona.